# Finanzverfassungsrecht
Das Finanzverfassungsrecht eines Staates regelt die Erhebung von Steuern. Zum Finanzverfassungsrecht im weiteren Sinne gehören auch die Grundsätze der staatlichen Haushalts-, Vermögens- und Schuldenwirtschaft und der Ordnung des Geldwesens. In Bundesstaaten wird im Finanzverfassungsrecht auch die Verteilung der Finanzhoheit zwischen Bund und Ländern geregelt.

## Deutschland
Im Grundgesetz für die Bundesrepublik Deutschland enthält der 10. Abschnitt (Art. 104a bis 115 GG), betitelt mit Das Finanzwesen, das Finanzverfassungsrecht. Diese Normen sind Grundlage für die einzelnen Steuergesetze des Bundes und für das Haushaltsrecht, insbesondere die Bundeshaushaltsordnung und das Haushaltsgrundsätzegesetz.

### Erhebung von Steuern
Die Bundesrepublik Deutschland ist ein Steuerstaat. Der Gesetzgeber des Grundgesetzes hielt es für selbstverständlich, dass dem Staat das Recht zusteht, von seinen Bürgern Steuern zu erheben (Steuerhoheit). Die stillschweigend vorausgesetzte Gesetzgebungs-, Ertrags- und Verwaltungshoheit wird in den Art. 104a bis Art. 108 GG auf den Bund, die Länder und die Gemeinden verteilt.

#### Steuergesetzgebungshoheit
Für die Steuergesetzgebung ist der Bund teils ausschließlich, teils mit Vorrang vor den Ländern konkurrierend zuständig (Art. 105 GG). Eine ausschließliche Länderzuständigkeit besteht für örtliche Verbrauch- und Aufwandsteuern (Art. 105 Abs. 2 a GG), etwa die Hundesteuer, die Vergnügungsteuer oder die Zweitwohnungsteuer, die aber der Höhe nach gegenüber dem Aufkommen aus den übrigen Steuerarten vernachlässigt werden können.
Der Bund hat die ausschließliche Gesetzgebung über die Zölle und Finanzmonopole. Die wesentlichen übrigen Steuern unterfallen der konkurrierenden Gesetzgebung, soweit dem Bund das Aufkommen dieser Steuern ganz oder zum Teil zusteht. Bundesgesetze über Steuern, deren Aufkommen den Ländern oder den Gemeinden (Gemeindeverbänden) ganz oder zum Teil zufließt, bedürfen der Zustimmung des Bundesrates.

#### Steuerertragshoheit
Das Steueraufkommen wird gemäß Art. 106 auf Bund, Länder und Gemeinden verteilt.
Dem Bund steht der Ertrag der Finanzmonopole und der folgenden Steuern zu (Bundessteuern):
- Zölle
- Verbrauchsteuern: Alkoholsteuer, Alkopopsteuer, Energiesteuer, Kaffeesteuer, Schaumweinsteuer, Stromsteuer, Tabaksteuer und Zwischenerzeugnissteuer
- Verkehrsteuern: Kraftfahrzeugsteuer, Luftverkehrsteuer und Versicherungsteuer
- Ergänzungsabgabe zur Einkommensteuer und zur Körperschaftsteuer (Solidaritätszuschlag)
- Abgaben im Rahmen der Europäischen Gemeinschaft

Das Aufkommen der folgenden Steuern steht den Ländern zu (Ländersteuern):
- Verbrauchsteuern: Biersteuer
- Verkehrsteuern: Feuerschutzsteuer, Grunderwerbsteuer, Rennwett- und Lotteriesteuer und Spielbankabgabe
- Besitzsteuern vom Vermögen: Erbschaftsteuer bzw. Schenkungsteuer

Ausschließlich den Gemeinden stehen die folgenden Steuererträge zu (Gemeindesteuern):
- Besitzsteuern vom Vermögen: Grundsteuer
- Besitzsteuern vom Ertrag: Gewerbesteuer
- örtliche Verbrauchsteuern: Getränkesteuer, Schankerlaubnissteuer und örtliche Aufwandsteuern: Fischereisteuer Hundesteuer, Jagdsteuer, Vergnügungssteuer und Zweitwohnungsteuer

Bund und Ländern stehen die folgenden Steueraufkommen gemeinsam zu (Gemeinschaftssteuern):
- Besitzsteuern vom Ertrag: Körperschaftsteuer
- Besitzsteuern vom Einkommen: Einkommensteuer und
- Verkehrsteuern: Umsatzsteuer, wobei ein Teil des Ertrages aus diesen Steuerarten an die Gemeinden weiterzuleiten ist.

Diese Aufteilung wird durch den horizontalen Finanzausgleich zwischen leistungsfähigen und leistungsschwachen Ländern (Länderfinanzausgleich, Art. 107 Abs. 2 GG) korrigiert.

#### Steuerverwaltungshoheit
Die Verwaltung der Steuern ist nach Art. 108 wie folgt geregelt:
- Zölle, Finanzmonopole und die bundesgesetzlich einheitlich geregelten Verbrauchsteuern einschließlich der Einfuhrumsatzsteuer und die Abgaben im Rahmen der Europäischen Gemeinschaften werden durch Bundesfinanzbehörden verwaltet.
- Die übrigen Steuern werden durch Landesfinanzbehörden verwaltet.
- Für die den Gemeinden (Gemeindeverbänden) allein zufließenden Steuern kann die den Landesfinanzbehörden zustehende Verwaltung durch die Länder ganz oder zum Teil den Gemeinden (Gemeindeverbänden) übertragen werden.

Als Bundesfinanzbehörde wird die Bundeszollverwaltung tätig. Landesfinanzbehörden sind die Finanzämter. Zur Koordination von Bund und Ländern sind Oberfinanzdirektionen als gemeinsame Mittelbehörden eingerichtet.

### Haushaltswirtschaft
Die Haushaltswirtschaft des Bundes und zum Teil auch der Länder wird in Art. 109 bis 115 des Grundgesetzes geregelt. Wesentliche Grundsätze sind die Aufstellung eines Haushaltsplans als formelles Gesetz (Haushaltsgesetz, Art. 110 GG) sowie das Verbot der Kreditaufnahme ohne korrespondierende Investitionen zur Begrenzung der Staatsverschuldung (Art. 115 GG).